# Ben Saraf
Ben Saraf (Ometz; 14 de abril de 2006) es un baloncestista israelí que pertenece a la plantilla de los Brooklyn Nets de la NBA. Con 1,98 metros de estatura, juega en la posición de base.

## Trayectoria deportiva

### Primeros años
Sharaf creció en el asentamiento de Gan Yashiya en el Consejo Regional de Emek Hefer. Su padre, Yedid, jugó al baloncesto en el equipo juvenil de Bnei Herzliya e incluso llegó a debutar con el equipo senior durante una temporada, mientras su madre, Ella, jugó en la selección israelí y en la Liga Nacional de Baloncesto Femenino. Comenzó su carrera en el equipo juvenil del Hapoel Emek Hefer a los 16 años.

### Profesional
Comenzó su carrera profesional a los 16 años jugando para Elitzur Netanya, de la Liga Leumit, la segunda división de Israel. Promedió 14 puntos, 3,3 rebotes y 3 asistencias durante la temporada 2022-23.
El 11 de julio de 2023 fichó por el Elitzur Kiryat Ata de la Ligat ha’Al, la primera división israelí. Fue elegido estrella emergente de la liga tras promediar 10,7 puntos, 3,2 rebotes, 3,7 asistencias y 1,0 robos de balón por partido.
El 20 de junio de 2024 fichó por el Ratiopharm Ulm de la Basketball Bundesliga (BBL) alemana. Al término de la temporada promedió 12,2 puntos, 4,2 asistencias y 2,6 rebotes por partido.
El 25 de junio de 2025 fue elegido en la vigesimosexta posición del Draft de la NBA por los Brooklyn Nets.

### Internacional
Jugó con la selección israelí sub-16 de baloncesto en el Campeonato Europeo FIBA Sub-16 de 2022. Lideró el torneo en anotación con 24,3 puntos por partido.[6] Fue convocado por la selección nacional sub-18 para competir en el EuroBasket FIBA Sub-18 de 2024. Volvió a liderar el torneo en anotación con 28,1 puntos por partido y fue nombrado MVP del torneo, donde Israel terminó en cuarto lugar.
Debutó con la selección absoluta de su país en la clasificación para el Europeo de 2025, disputando cuatro partidos, en los que promedió 8,3 puntos y 3,0 asiatencias.